# ᵗ
Cette page contient des caractères spéciaux ou non latins. S’ils s’affichent mal (▯, ?, etc.), consultez la page d’aide Unicode.
ᵗ, appelée t en exposant, t supérieur ou lettre modificative t, est un symbole phonétique utilisé dans l’alphabet phonétique ouralique. Il est formé de la lettre t ‹ t › mise en exposant.

## Utilisation
Dans l’alphabet phonétique ouralique utilisé par Antti Sovijärvi (fi) et Reijo Peltola (fi), le t en exposant est utilisé pour représenter la même consonne que le p mais avec une prononciation réduite.

## Représentations informatiques
La lettre modificative t peut être représenté avec les caractères Unicode suivants (Extensions phonétiques) :
| formes       | représentations | chaînes de caractères | points de code | descriptions                    | note                            |
| ------------ | --------------- | --------------------- | -------------- | ------------------------------- | ------------------------------- |
| modificative | ᵗ               | ᵗ                     | U+1D57         | lettre modificative minuscule t | codé pour le symbole phonétique |